# HP Byg
HP Byg A/S er en dansk byggevirksomhed med hovedkvarter i Aalborg. HP Byg er primært engageret i etagebyggeri af ungdomsboliger, familieboliger og erhverv. Selskabet blev etableret i 1989, mens rødderne går tilbage til 1953. I 2023 havde de 234 ansatte og omsatte for 794 mio. kroner.